# Tachinomyia floridensis
Tachinomyia floridensis är en tvåvingeart som beskrevs av Townsend 1892. Tachinomyia floridensis ingår i släktet Tachinomyia och familjen parasitflugor.
Artens utbredningsområde är Florida. Inga underarter finns listade i Catalogue of Life.